# PARP3
PARP3‏ (Poly(ADP-ribose) polymerase family member 3) هوَ بروتين يُشَفر بواسطة جين PARP3 في الإنسان.